# Dusona flavitarsis
Dusona flavitarsis là một loài tò vò trong họ Ichneumonidae.